# Благословення
Благословення, або благословіння — побажання добра, зміцнене релігійним актом, знаком хреста, хлібом чи іншим актом, що в очах народу набирає культового значення.
У широкому значенні — набір позитивних факторів, які проявляє особа по відношенню до іншої особи з метою покращення її фізичного та духовного стану. Проявляється у жертвуванні (власним часом, матеріальними речами, особистим комфортом), у доброзичливому ставленні, у наставленні, докорі, повчанні) тощо.
В українського народу ніяка важлива подія родинного чи господарського характеру не могла відбутися без благословення священика і батька-матері, чи господаря у господарстві.
У цьому останньому випадку роль господаря може бути дорівняна до ролі давнього жерця родинної релігії.
Особливо важливу роль відіграє благословення у весільній обрядовості, яке в ній повторюється кілька разів і все в дуже урочистій формі. Перше благословення відбувається звичайно в хаті жениха, коли до нього приходять старости, щоб потім іти сватати дівчину. На Уманщині це благословення так відбувалося: "Мати бере хліб, застромляє в нього грудочку солі, а батько здіймає зі стіни образи. Обидва вони стають біля стола, чи посеред хати, або сідають так, щоб батько був справа, а мати зліва. Парубок стає перед ними навколішки і каже батькові:
 — Благословіть, тату!
 — Благословіть у другий раз!
 — Благословіть у третій раз!
Батько щоразу відповідає:
 — Нехай тебе Бог благословить! І хрестить його образом.
Парубок за кожним разом устає, цілує образ і батька в руку, а батько й мати цілують його в голову. Потім вони міняються місцями і батько бере хліб, а мати образ, і церемонія повторяється знову тричі.
Іноді образ кладуть на стіл, а благословлять хлібом (Мат. укр. етн., НТШ. XIX, 153).
На Сумщині, після того, як молодій на посаді розчесали косу, а мати перев'язала їй чоло червоною стрічкою, батько й мати сідають на ослін, тримаючи в руках по хлібині з вінками на них, молода стає перед ними, а староста промовляє: «Стало тото дитятко перед вами, як перед Богом, просить воно вас, щоб його благословили і в щасливу годину на село випровадили.»
Молода кланяється до землі, цілує батьків у руки й ноги, кланяється вдруге, а за третім разом закладають їй на голову вінок, що до того часу лежав на хлібі, і тепер вона вже кланяється і чужим (Етн. 36., НТШ, 171—172).
Батько, благословляючи молоду, звичайно каже: — Будь здорова, як вода, будь весела, як весна; будь багата, як осінь; будь родюча, як земля.
В різних місцевостях ця формула в подробицях різнилася, але в основному залишалася та сама, і була, певно, дуже давнього походження.
Перед тим, як молоді йшли до шлюбу, їх знову благословляли, тримаючи в руці хліб: «— Хай вас Господь благословить, і я вас благословлю.» (Етн. зб., НТШ, XI, 175).
А ось кілька формул благословення з великодньої обрядовості гуцулів: Прийшовши з «святістю», обходять господарство, не входячи до хати, і йдуть до стайні. Хтось із родини стає біля кожної худобини і, коли той, що несе «святість», доторкається торбою з «святістю» кожної худобини, промовляючи «Христос Воскрес!», відповідає другий: «Воістину Воскрес!» Святоніс після цього примовляє: «Аби ся так нічого не брало вівці (корови чи чого), як нічого не візьметься свяченої паски!»
Так обходять пасіку, сад, з подібною ж промовою. Потім входять до хати, діти стають
навколішки, а господар розв'язує торбу над їх головами: «Аби вам розум так скоро розв'язався, як ці бесаги (торба) скоро розв'язуються!»
Якщо в кого є дівчина на відданню, кладуть їй паску на голову: «Абись у людей була така велична як паска пшенична!»
Малу дитину кладуть до спорожненої торби: «Абись так скоро росло, як паска» (Мат. укр. етн., НТШ, XV, ст. 39).
В іншій місцевості господар, вернувшись зі свяченим, клав паску коровам на спину: «Який дар красний, так аби Бог дав телиці красні!»
Або давали худобі "понюхати дорінник (коробочку зі свяченим) і, домішавши паски до соди, сипали в ясла: «Абись була така весела, як ця Божа днина; абись не переходила щороку, як не переходить ця днина щороку, абись була така цвітна, як день цвітний; аби тобі було так скрізь отворено, як нині церква ввесь нарід була отворена.» (М. Грушевський: «Іст. укр. літ.», І. ст. 175).